# Chmialouszczyna
Chmialouszczyna (biał. Хмялёўшчына; ros. Хмелёвщина, Chmielowszczina) – wieś na Białorusi, w obwodzie witebskim, w rejonie dokszyckim, w sielsowiecie Berezyna. W 2009 roku liczyła 21 mieszkańców.